# Vlatka Pokos
Vlatka Pokos, född 22 mars 1970 i Salzburg, är en kroatisk popsångerska och TV-programledare.

## Biografi
Vlatka Pokos föddes och växte upp i Österrike, dit hennes föräldrar flyttat för att hitta arbete. Efter att hon tagit studenten flyttade hon till Zagreb. Hon startade sin musikaliska karriär 1989 då hon ersatte Lidija Asanović som sångerska i popgruppen Srebrna krila. Hon lämnade bandet 1994 för att satsa på en solokarriär. Hon fick en hit med singeln Metak 1995 och släppte sitt debutalbum Vlatka 1998.
Hon har varit programledare för musikprogrammet "Sedma noć", TV-showen "Pretežno vedro" och sommarprogrammet "Zlatni gong" på HRT. Tillsammans med Oliver Mlakar var Pokos programledare för den kroatiska uttagningen till Eurovision Song Contest 1999. Hon var åter värd för uttagningen 2000 tillsammans med Marko Rašica. Hon deltog själv som artist i uttagningen 2006 då hon framförde bidraget Najbolje. Hon lyckades inte ta sig vidare till final.
Pokos är känd för sin flärdfulla livsstil och i synnerhet sina påkostade kläder. 2005 drevs djurrättsaktivister aktioner och protester utanför Pokos hem för att hon burit päls. 2004-2007 var hon gift med entreprenören Josip Radeljak. Deras skilsmässa orsakade ett antal skandaler och blev mycket uppmärksammat i kroatisk press. Radeljak kastade av sig vigselringen i kroatisk TV och anklagade Pokos för att ha misshandlat hans dotter. Pokos å sin sida anklagade Radeljak för att behandlat henne sämre än deras tjänstefolk. Pokos skildrar sina upplevelser i boken Život u raju! (sv: ”Livet i paradiset”).

## Diskografi

### Med Srebrna Krila
- Zašto nisam miljenica sudbine (1991)
- Ljubi me noćas (1994)

### Soloalbum
- Vlatka (1998)
- Na dohvat ruke (2005)
- Dlanom o dlan (2009)

### Översättning
Den här artikeln är helt eller delvis baserad på material från engelskspråkiga Wikipedia.